# Подцеркев
Подцеркев (словен. Podcerkev) је насељено место у општини Лошка Долина, Приморско-нотрањска регија, Словенија.

## Историја
До територијалне реорганизације у Словенији била је у саставу старе општине Церкница.

## Становништво
У попису становништва из 2011. године Подцеркев је имала 124 становника.
| Број становника према пописима | Број становника према пописима | Број становника према пописима |
| ------------------------------ | ------------------------------ | ------------------------------ |
| 1991                           | 2002                           | 2011                           |
| 134                            | 133                            | 124                            |

## Галерија
- улаз у насеље
- сеоске куће
- поглед на цркву
- пејзаж
- родно место Матевжа Хацета, писца и револуционара